# Proteinkinaseinhibitor
Ein Proteinkinaseinhibitor ist ein Enzyminhibitor, der die Wirkung von einer oder mehreren Proteinkinasen blockiert.

## Eigenschaften
Proteinkinasen sind Enzyme, die eine Phosphoryl (PO32−)-Gruppe an ein Protein oder ein anderes organisches Molekül hinzufügen. Dieser Prozess wird als Phosphorylierung bezeichnet. Eine Phosphorylierung führt meistens zur Aktivierung des betroffenen Proteins, Phosphorylierungen können bestimmte Proteine jedoch auch inaktivieren. Die Phosphatgruppen werden in der Regel an die Hydroxygruppe der Serin- oder Threonin-Seitenketten der Proteine (durch Ser/Thr-Proteinkinasen) oder an Tyrosinreste (durch Tyrosinkinasen) hinzugefügt. Dualspezifische Proteinkinasen phosphorylieren dagegen sowohl Serin-, Threonin- als auch Tyrosinreste (z. B. MEK im MAP-Kinase-Weg). Inhibitoren für Serin- oder Threoninkinasen sind z. B. H7 (synonym (±)-1-(5-Isochinolinsulfonyl)-2-methylpiperazin dihydrochlorid), H8, ML9, KN-62 und CKl-7. Daher können Proteinkinaseinhibitoren nach der Art der Aminosäuren unterteilt werden, deren Phosphorylierung sie hemmen. Es gibt auch Proteinkinasen, die andere Aminosäuren phosphorylieren, z. B. Histidinkinasen.

## Anwendungen
Bei vielen Krebserkrankungen sind Onkogene durch Mutationen konstitutiv, dauerhaft und ohne Regulation, aktiviert. Bei vielen dysregulierten Onkogenen handelt es sich um konstitutiv aktivierte Proteinkinasen, die so das Tumorwachstum beschleunigen. Eine Hemmung dieser Proteinkinasen ist damit ein wichtiges Behandlungsprinzip der Krebstherapie geworden. Wie bei den meisten Krebstherapien können bei Verwendung Resistenzen entstehen. Eine Verwendung von Proteinkinaseinhibitoren zur Behandlung der Alzheimer-Krankheit wird untersucht. Es wurden verschiedene Proteinkinaseinhibitoren als Arzneimittel entwickelt, die je nach Zelltyp und Genom des jeweiligen Tumors verwendet werden.